# Arichanna rubrivena
Arichanna rubrivena är en fjärilsart som beskrevs av W. Warren 1893. Arichanna rubrivena ingår i släktet Arichanna och familjen mätare. Inga underarter finns listade i Catalogue of Life.